# Маслак (палац)
Палац Маслак (тур. Maslak Kasrı) — палацовий комплекс у Стамбулі, Туреччина, колишня мисливська резиденція султанів Османської імперії, Розташований в кварталі Маслак району Сариєр на височині Маслак-тепесі. Палац побудований за султана Махмуда II (1809—1839). За правління султана Абдул-Азіза (1861—1876) комплекс розширений новими будівлями. Міститься в парку на території в 170 га.

## Опис
Палацовий комплекс складається з декількох будівель: палацу Каср-и Хумаюн, павільйонів Мабейн-і Хумаюн, Пашалар і Чадир. Усі будівлі побудовані в архітектурному стилі, що панував в Османській імперії кінця XIX століття.
У палаці Каср-и Хумаюн, що являє собою двоповерхову будівлю, містяться спальні та робочий кабінет султана Абдул-Хаміда II. Є горище і підвал. Біля входу з двох сторін розташовані колони, на яких встановлено балкон. Стелі всіх кімнат і стіни залу прикрашені мальовничими зображеннями. Султан Абдул-Хамід II використовував палац як мисливський будиночок. Тут він дізнався про повалення султана Мурада V й оголошення його новим правителем Османської імперії. У різних місцях палацу є кілька монограм султана Абдул-Хаміда II.
Невеликий одноповерховий кам'яний павільйон Мабейн-і Хумаюн пов'язаний з лимонником — скляною оранжереєю з рідкісними видами тропічних рослин і басейном, розташованим в центрі. Павільйон Чадир, дерев'яна восьмикутна будівля на краю парку, з оперізувальним балконом і широкими карнизами на даху. В одноповерховому кам'яному павільйоні Пашалар (покої офіцерів), що на другій стороні комплексу, є багато прикрашені турецькі лазні.
Нещодавно всі павільйони палацового комплексу були відреставровані. Завдяки записам у документах, мемуарах і фотографіям при реконструкції всіх будівель повернули первісний вигляд. Нині тут розміщено музей, кафе та ресторан. Територія парку оголошена Парком Національного Суверенітету. Музей відкритий щодня, крім понеділка та четверга.